# Stefan Stambolov
Stefan Nikolov Stambolov (in bulgaro Стефан Николов Стамболов?; Veliko Tărnovo, 31 ottobre 1853 – Sofia, 6 luglio 1895) è stato un politico bulgaro e primo ministro del principato di Bulgaria dal 1º settembre 1887 al 31 maggio 1894, considerato uno dei più importanti e popolari "fondatori della Bulgaria moderna", tanto che viene spesso chiamato "il Bismarck bulgaro".

## Primi anni
Stambolov nacque a Veliko Tărnovo. La sua istruzione cominciò nella città natale, ma in seguito studiò al seminario di Odessa tra il 1870 ed il 1872. Stambolov crebbe tra rivoluzionari come Hristo Ivanov, detto "Knigovezeca", padre Matej Preobraženski, detto "Mitkaloto", e Hristo Karaminkov detto "Bunito". Prese parte a tutte le azioni per l'indipendenza politica negli anni Settanta del XIX secolo, unendosi al Comitato Rivoluzionario Centrale Bulgaro (BRCK). Dopo la morte del fondatore del BRCK Vasil Levski, Stambolov venne scelto come suo successore. Fu leader della fallita sollevazione a Stara Zagora (1875) e del Comitato Rivoluzionario di Tărnovo nella grande rivolta dell'aprile 1876.

## Carriera politica
Stambolov fu coinvolto nelle discussioni politiche già dal periodo del primo parlamento bulgaro, l'assemblea costituente del 1879. Dopo il 1880 divenne vicepresidente e poi presidente dell'Assemblea nazionale (il parlamento bulgaro). Per un periodo relativamente lungo fu primo ministro del paese (1887-1894). Sostenne l'unificazione del principato di Bulgaria con la Rumelia orientale (1885). Nel 1886, quando alcuni ufficiali russofili organizzarono un colpo di stato contro il principe Alessandro von Battenberg, Stambolov diresse un efficiente contro-colpo di stato. Il principe tuttavia non poteva rimanere sul trono senza l'approvazione dell'imperatore russo Alessandro III e dovette lasciare il paese. Stambolov era un nazionalista; come politico rafforzò la diplomazia del paese, la sua economia ed il potere politico generale dello stato. Impedì i numerosi tentativi russi di rovesciare il governo e di installare un regime fantoccio. Affrontò gli intrighi del nuovo zar Ferdinando, e, come risultato, venne assalito e ferito mortalmente dai suoi nemici politici a Sofia il 3 luglio 1895. Morì tre giorni dopo.

## Reggenza

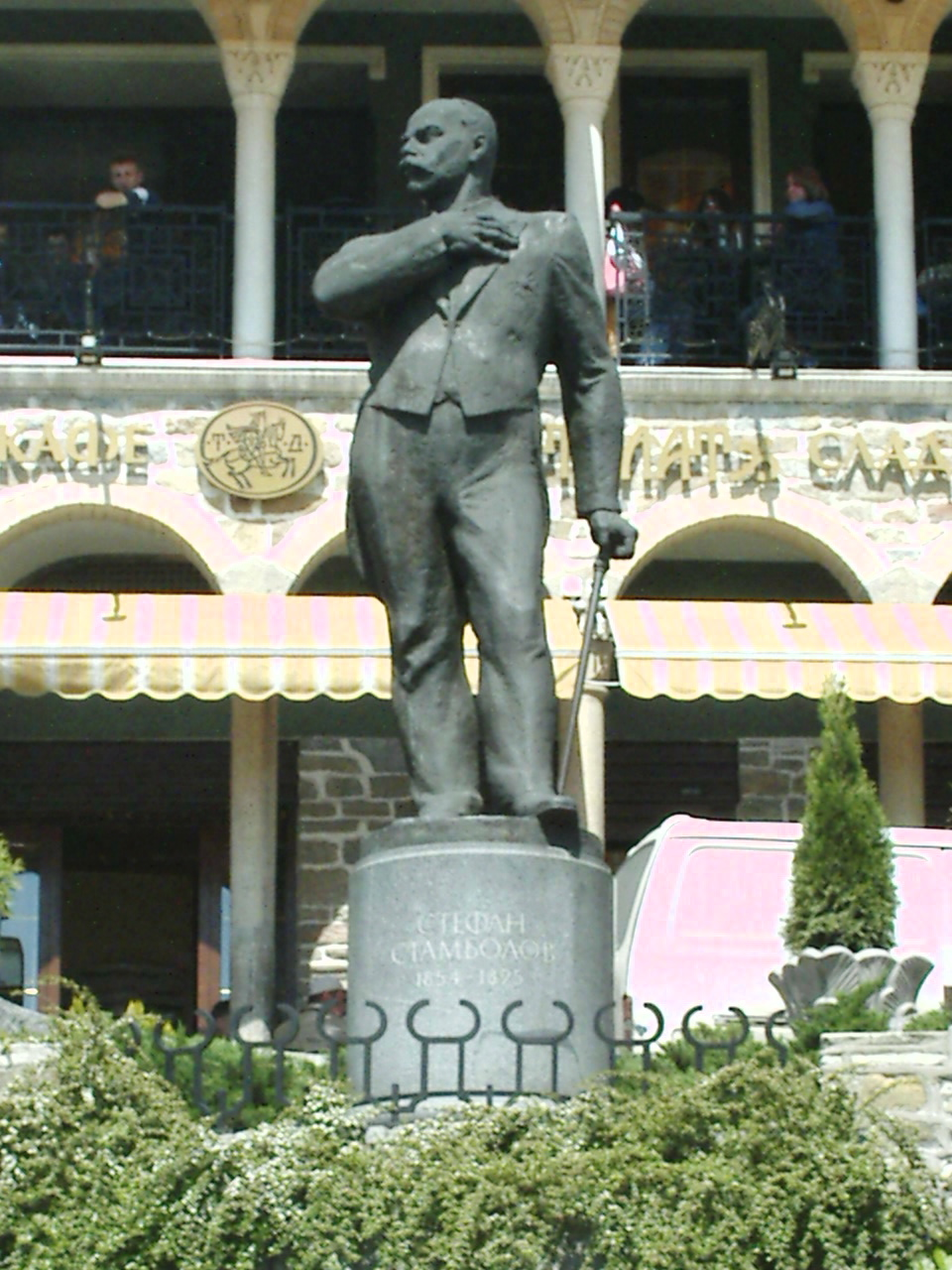
Una statua di Stefan Stambolov nella città natale Veliko Tărnovo.

Stefan Stambolov fu capo reggente del trono bulgaro per due volte. La prima volta fu durante l'esilio autoimposto del principe Alessandro von Battenberg tra il 28 agosto 1886 ed il 3 settembre 1886 e dopo, durante il periodo di trono vacante tra il 7 settembre 1886 ed il 14 agosto 1887 in seguito all'abdicazione di Alessandro.

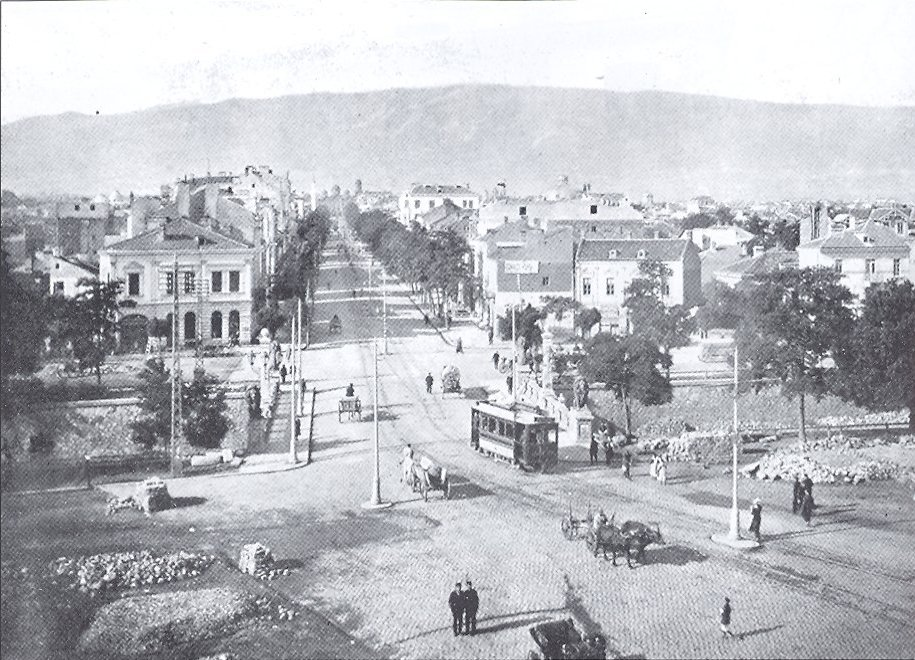
Il Lăvov most fu costruito durante il periodo in cui Stambolov fu primo ministro della Bulgaria

A 32 anni Stambolov si ritrovò nell'inusuale posizione di essere primo ministro, presidente e principe reggente (una situazione uguagliata nella sua inusualità solo con l'elezione a primo ministro dell'ex-re Simeone II di Sassonia-Coburgo-Gotha nel 2001). Lo stile di governo di Stambolov durante il periodo della sua reggenza fu giudicato sempre più autoritario, ma ciò fu dovuto alla reazione contro i numerosi attacchi e pericoli collegati alla realtà di occupare ognuna di queste posizioni contemporaneamente. In effetti la reggenza è stata descritta come il punto d'inizio degli anni più tragici della vita di Stambolov.
Secondo un suo amico, Stambolov era "quasi portato ad abbandonare l'onore [di servire come reggente], insieme ai pericoli della sua posizione, e di ritirarsi nella sua amata Tărnovo" ma rimase riconoscendo che se non avesse mantenuto la guida del paese, allora, in assenza di un altro candidato abile e di ferma volontà, la sovranità della Bulgaria sarebbe venuta meno.
Nonostante gli sforzi di Stambolov venne trovato un successore ad Alessandro in Ferdinando, principe di Sassonia-Coburgo-Gotha, che fu proclamato principe reggente della Bulgaria autonoma il 7 luglio 1887 ed incoronato il 14 agosto 1887.

## Analisi dell'operato
Stambolov fu uno dei pochi politici bulgari a capire che la liberazione della Bulgaria non era altro che un tentativo di trasformare il piccolo paese balcanico in un protettorato russo. La sua politica fu caratterizzata dallo scopo di preservare l'indipendenza bulgara ad ogni costo. Durante il suo governo la Bulgaria si trasformò da una provincia ottomana in un moderno stato europeo.
Stambolov lanciò un nuovo corso nella politica estera bulgara, indipendente dagli interessi di qualsiasi grande potenza. L'obiettivo principale della sua politica era l'unificazione della nazione bulgara in uno stato-nazione composto di tutti i territori dell'esarcato bulgaro concesso dal sultano nel 1870. Stambolov stabilì strette connessioni con il sultano, per rianimare lo spirito nazionale bulgaro in Macedonia e per opporsi alla propaganda greca e serba, fiancheggiate dai russi. Grazie alle tattiche di Stambolov il sultano riconobbe i bulgari come la popolazione dominante in macedonia e diede adito alla creazione di forti istituzioni religiose e culturali.
Stambolov negoziò dei prestiti con i paesi europei occidentali per sviluppare l'economia e la forza militare della Bulgaria. In parte ciò fu motivato dal suo desiderio di creare un esercito moderno che potesse unificare la nazione con successo col sostengo delle rivolte nazionali bulgare in Macedonia.
Il suo approccio verso l'Europa occidentale fu una manovra diplomatica. Comprese gli interessi dell'impero austro-ungarico in Macedonia ed avvisò in proposito i suoi diplomatici. La politica interna si distinse per la sconfitta dei gruppi terroristici sostenuti dalla Russia, il rafforzamento del potere giudiziario, così come delle misure prese per promuovere il rapido sviluppo economico e culturale, che portasse ad un cambiamento socioculturale progressivo, e lo sviluppo di un esercito moderno capace di proteggere l'indipendenza della Bulgaria.
Stambolov era conscio che solo una Bulgaria politicamente, militarmente ed economicamente forte poteva assicurare l'unificazione nazionale. Stambolov programmò la rotta politica che avrebbe trasformato la Bulgaria in una forte potenza regionale, rispettata delle grandi potenze del periodo. Ad ogni modo la leadership bulgara ebbe vita breve. Dopo la morte di Stambolov la rotta della sua politica venne abbandonata.
I successori di Stambolov basarono la loro politica estera sulla buona volontà dell'imperatore russo, più che sugli interessi nazionali bulgari. Il tumultuoso inizio del XX secolo portò la Bulgaria in due guerre regionali (le guerre balcaniche), nelle quali la Russia giocò un ruolo decisivo nel risultato disastroso per la Bulgaria, e nella prima guerra mondiale. Le conseguenze furono disastrose, lasciando il paese devastato, privato di una sostanziale fetta dei territori, e smontando le aspirazioni all'unificazione di tutti i bulgari.

## Onori
Il picco Stambolov sull'isola Livingston nelle isole Shetland Meridionali, Antartide ha ricevuto il nome in onore di Stefan Stambolov.
Stambolov è ritratto sul recto della banconota da 20 leva, emessa nel 1999 e nel 2007.